# 霍拉馬巴德
霍拉馬巴德（羅馬化：Xorramâbâd [xoræmɒːˈbɒːd] ⓘ）是伊朗的城市，也是洛雷斯坦省的首府，位於該國西部，距離克爾曼沙赫50公里，海拔高度1,181米，每年平均降雨量513毫米，2006年人口328,544。

## 外部連結
- مجموعه عکسهایی از لرستان
- aeka.persianblog.ir （页面存档备份，存于）
- Lorestan Historic Museum Gallery